# Прищаново
Прища́ново (рос. Прищаново) — присілок у складі Богдановицького міського округу Свердловської області.
Населення — 432 особи (2010, 516 у 2002).
Національний склад станом на 2002 рік: росіяни — 86 %.